# Neuraphes ruthenus
Espèce
Neuraphes ruthenus est une espèce de coléoptères de la famille des Scydmaenidae.